# Jean-Jacques Avril (graveur)
Pour les articles homonymes, voir Jean-Jacques Avril et Avril (homonymie).
Jean-Jacques Avril né en 1744 à Paris et mort dans la même ville en 1831, est un graveur de reproduction français.

## Biographie
Jean-Jacques Avril, né à paris en 1744, a été l'élève du graveur français de naissance allemande Jean-Georges Wille.
Ses gravures portent la signature J.J. Avril sculp. ou simplement Avril.
En 1771, il a un fils prénommé comme lui, Jean-Jacques, qui devient également graveur. Le père signe alors ses gravures Avril l'aîné sculp ou Avril père.
Son fonds d'atelier et ses collections sont dispersées aux enchères le 15 décembre 1831.

## Œuvres
Ses principales œuvres sont les suivantes :

### Portraits, scènes historiques et mythologiques
- L'Amour puni ou Punition de Cupidon : Vénus enlève à Cupidon son arc et son carquois[2]
- Vénus se venge de Psiché (35 × 50,5 cm), eau-forte et burin, d'après Jean-François de Troy[3]
- Appollon fait danser les quatre Saisons (35,1 × 50,3 cm), eau-forte et burin, d'après Nicolas Poussin, cette gravure fait le pendant de la précédente[4]
- La Bataille de Bouvines (25,9 × 33 cm), eau-forte et burin[5]
- Bataille de Hondschoote (51,6 × 68 cm), eau-forte et burin, d'après J. Delorge[6]
- La Belle dormeuse (32,4 × 41,4 cm), eau-forte et burin, d'après Philippe Mercier[7]
- Catherine II voyageant dans ses États (49,2 × 68 cm) d'après Ferdinand de Meys[8]
- Combat des Horaces (51 × 68 cm) d'après Jean-Jacques Le Barbier[9]
- Le Désintéressement de Lycurgue, législateur des Spartiates (51 × 68 cm) d'après Jean-Jacques Le Barbier[10]
- La Double récompense du mérite (58,2 × 43,8 cm)[11]
- La Famille de Darius implorant la clémence d'Alexandre (53,1 × 75,2 cm) d'après Charles Le Brun[12]
- L'Innocence poursuivie par l'Amour (36,6 × 26 cm)[13]
- Le Jeune éveillé (32,6 × 41,3 cm)[14]
- Joseph II Empereur, Roy des Romains (23,5 × 17,5 cm)[15]
- Mars va à la guerre (34,6 × 49,7 cm) d'après Peter Paul Rubens[16]
- Mars au retour de Guerre (35,3 × 50,3 cm) d'après Peter Paul Rubens[17]
- M. Ducis de l'Académie française (38 × 29 cm) d'après Adélaïde Labille-Guiard[18]
- La Mère lacédémonienne remet à son fils un bouclier (54,3 × 43,7 cm)[19]
- Le Naufrage (37,9 × 57 cm) d'après Joseph Vernet[20]
- Le Passage du Rhin (42,4 × 68 cm) d'après Nicolaes Berchem[21]
- Le Printemps (32 × 26,5 cm) d'après Carlo Maratta[22]
- La Régénération de la Nation française en 1789 (44 × 71,7 cm)[23]
- La Tendresse maternelle (51,6 × 68 cm) d'après Élisabeth Vigée Le Brun[24]
- Diane change Actéon en cerf (52 x 49 cm) d'après Francesco Albani[25].
- La Bataille de Hondschoote (1793) d'après Jacques Delorge[26].

### Gravures ornementales et florales
- série de douze planches gravées sur cuivre représentant chacune un vase d'ornement[27]
- Vingt-cinq Planches représentant fleurs (hyacinthe, rose, etc.), feuillages et principes de dessin[28]

## Galerie

Gravures de Jean-Jacques Avril
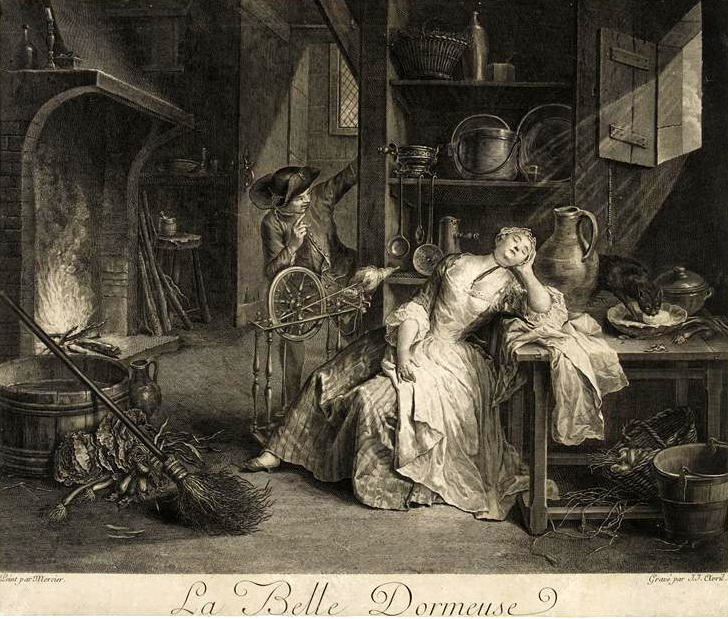
La Belle dormeuse, d'après Philippe Mercier
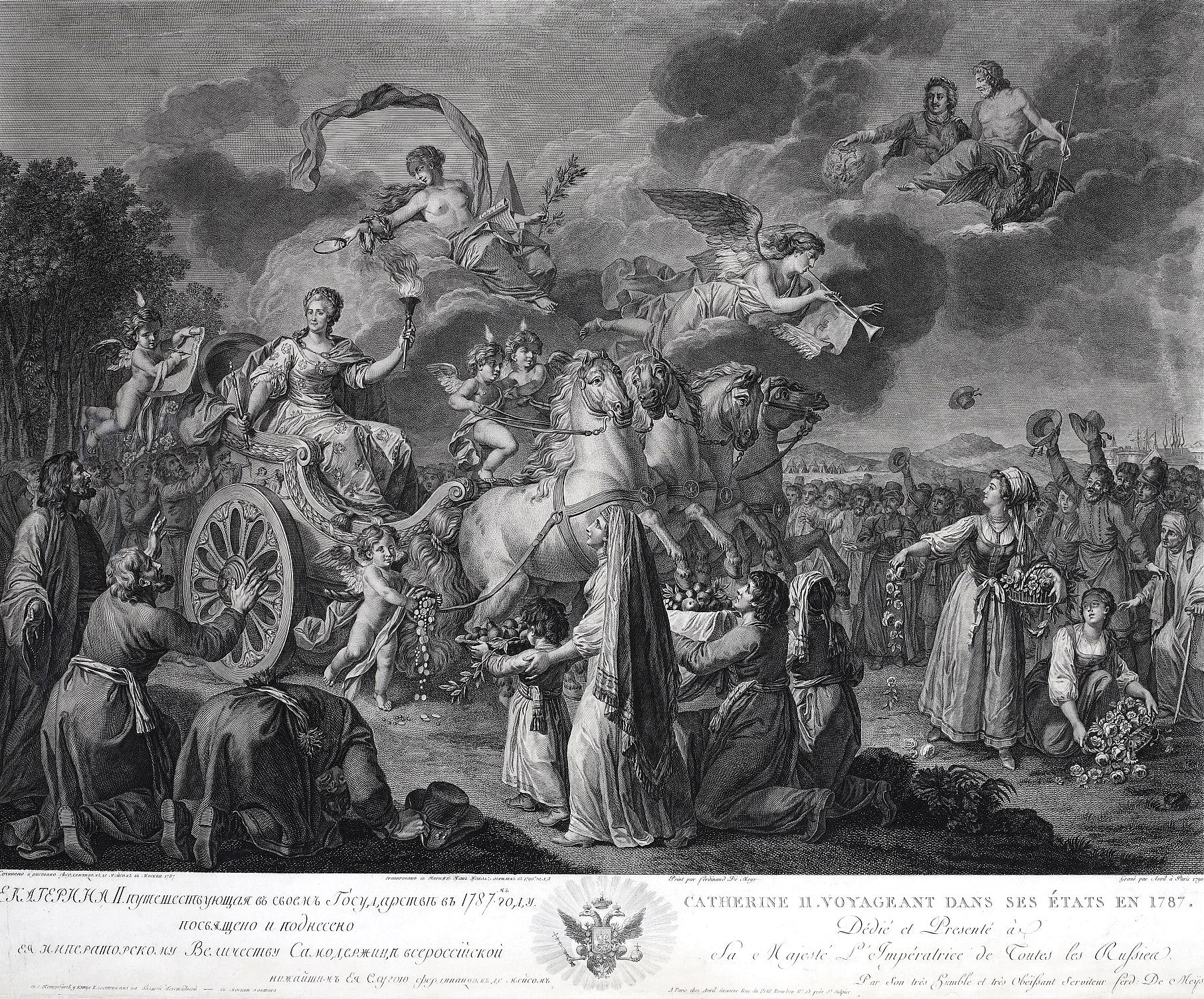
Catherine II voyageant dans ses États en 1787
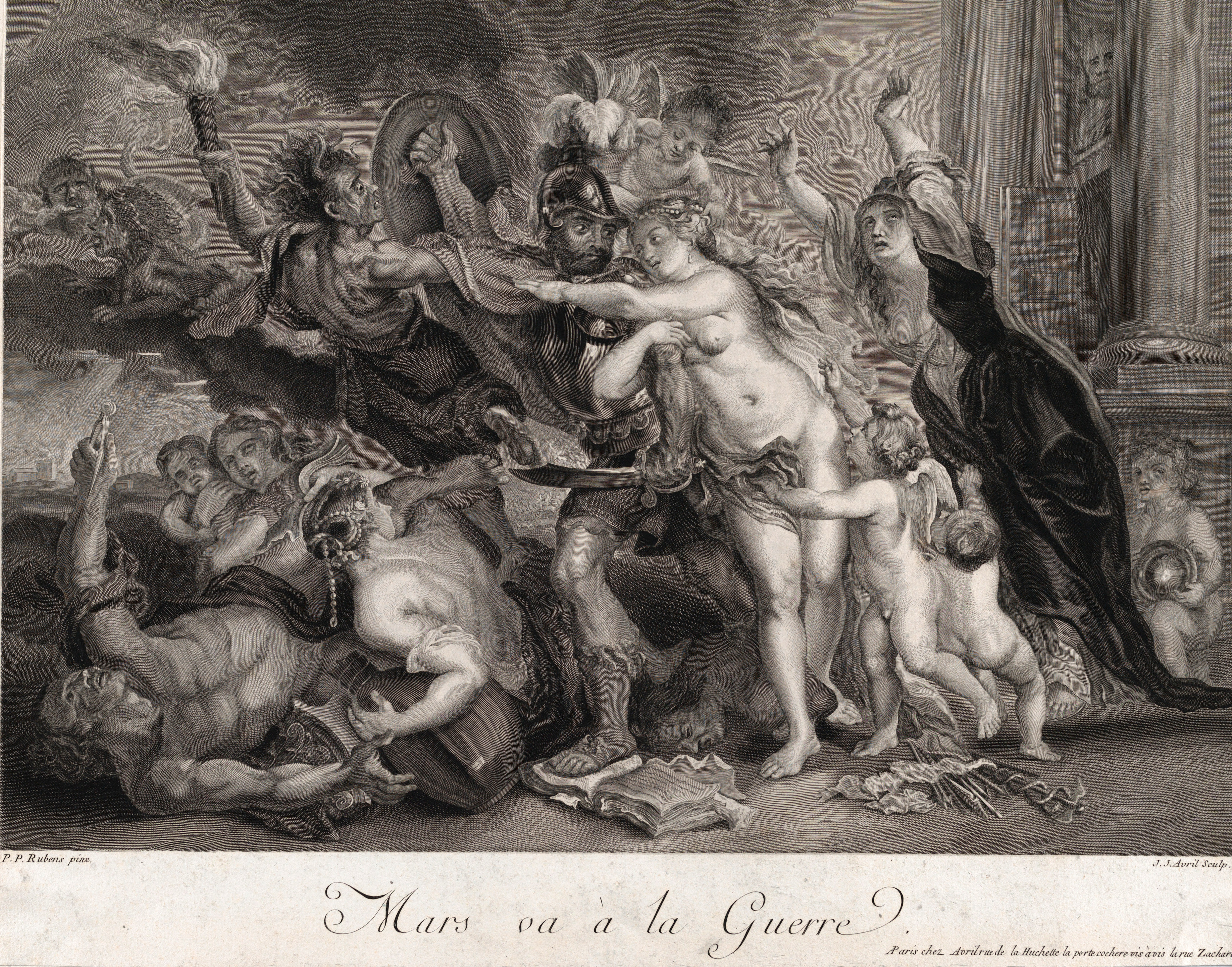
Mars va à la guerre
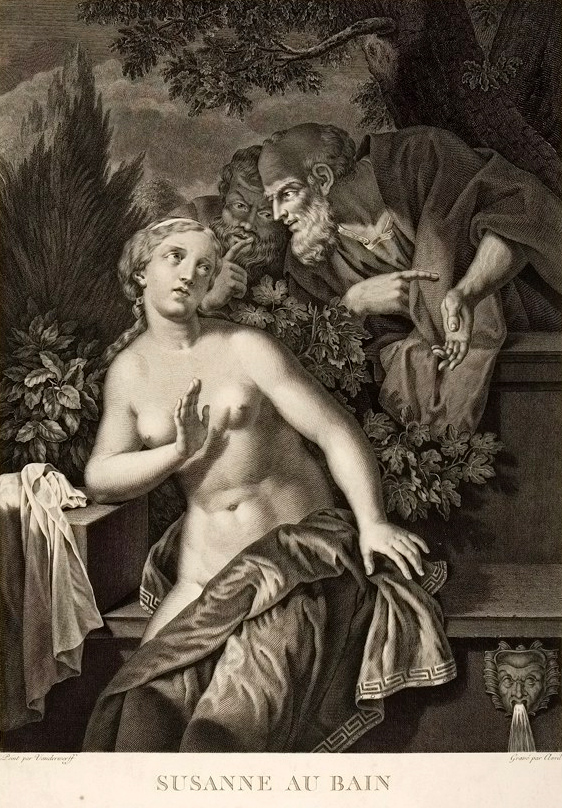
Susanne au bain
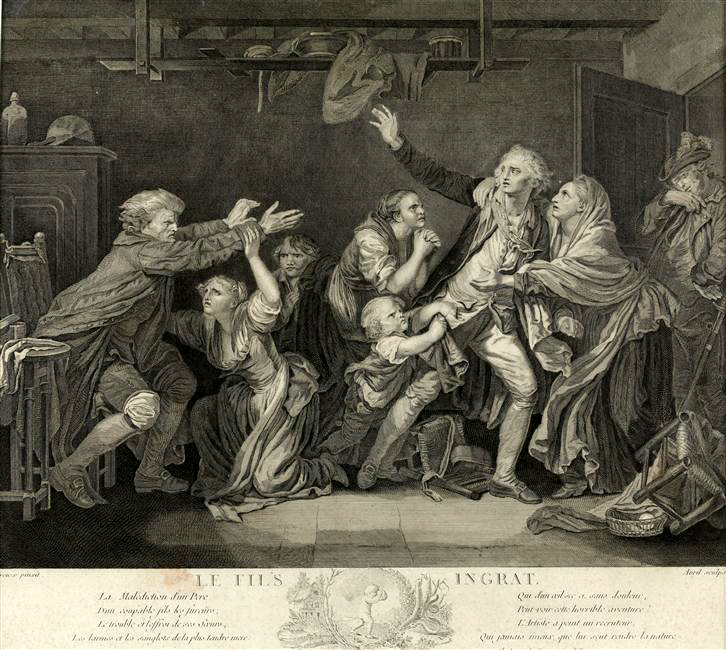
Le fils ingrat d'après Jean-Baptiste Greuze

Gravures ornementales de Jean-Jacques Avril
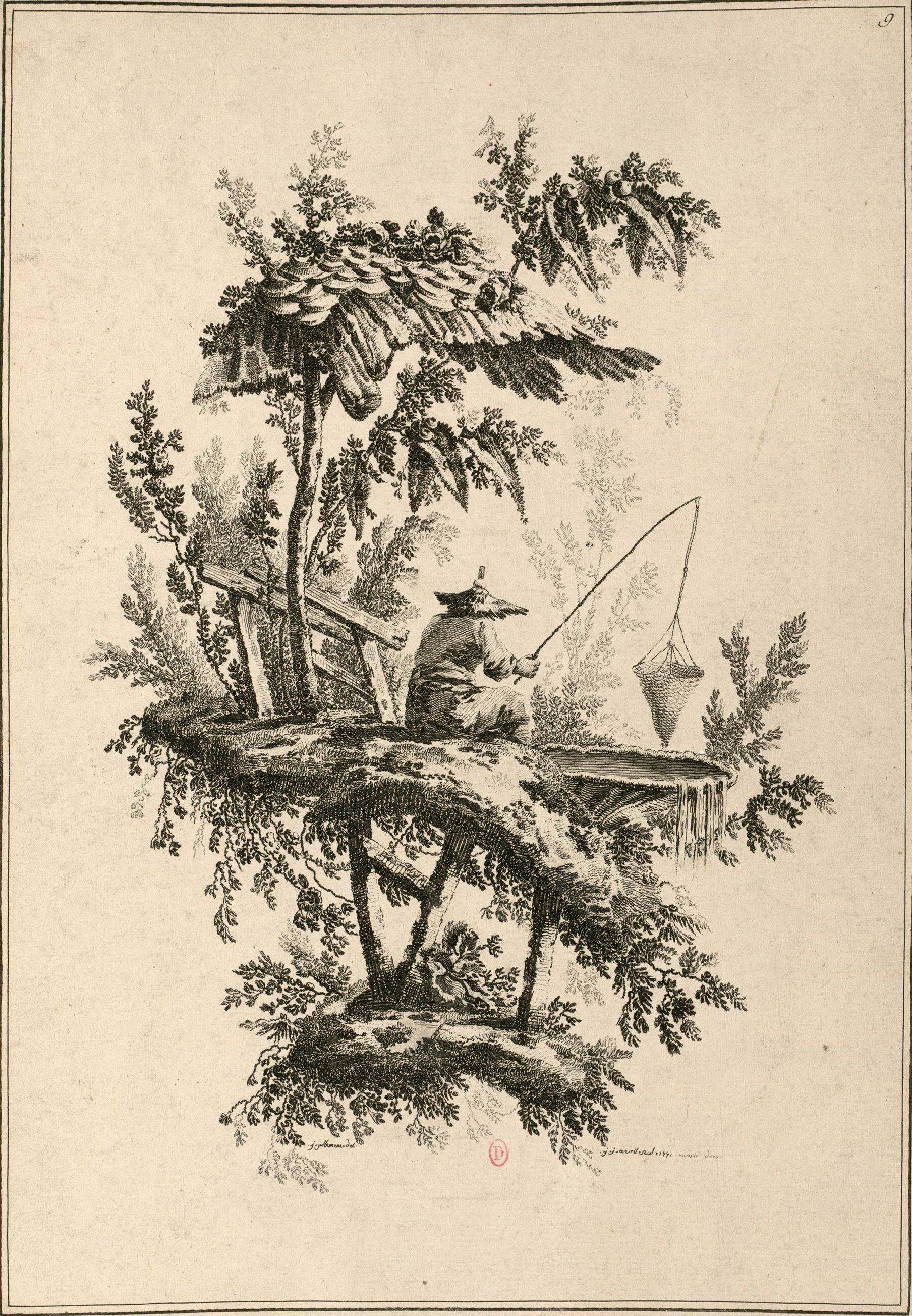
Pêcheur chinois
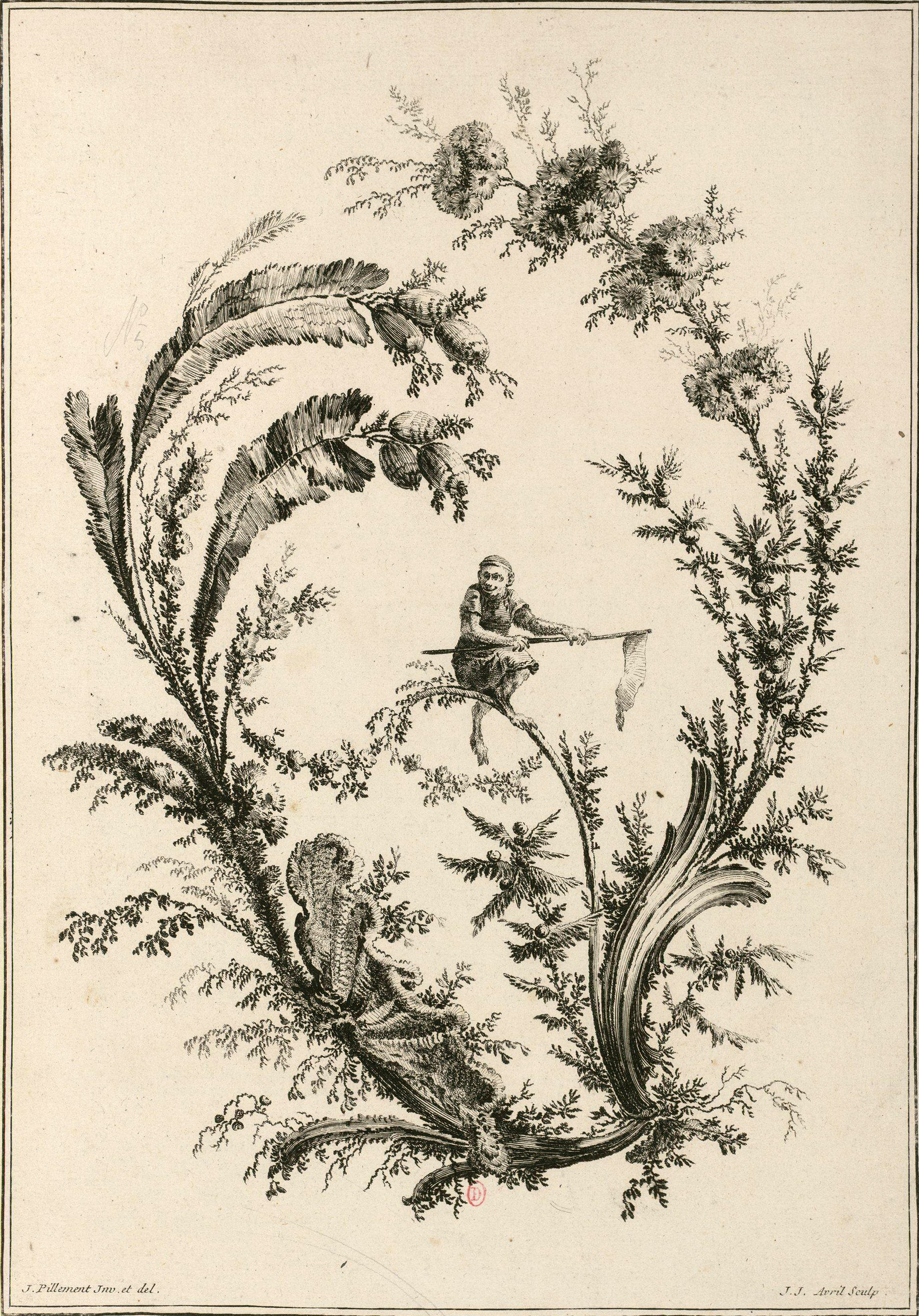
cartel avec singe
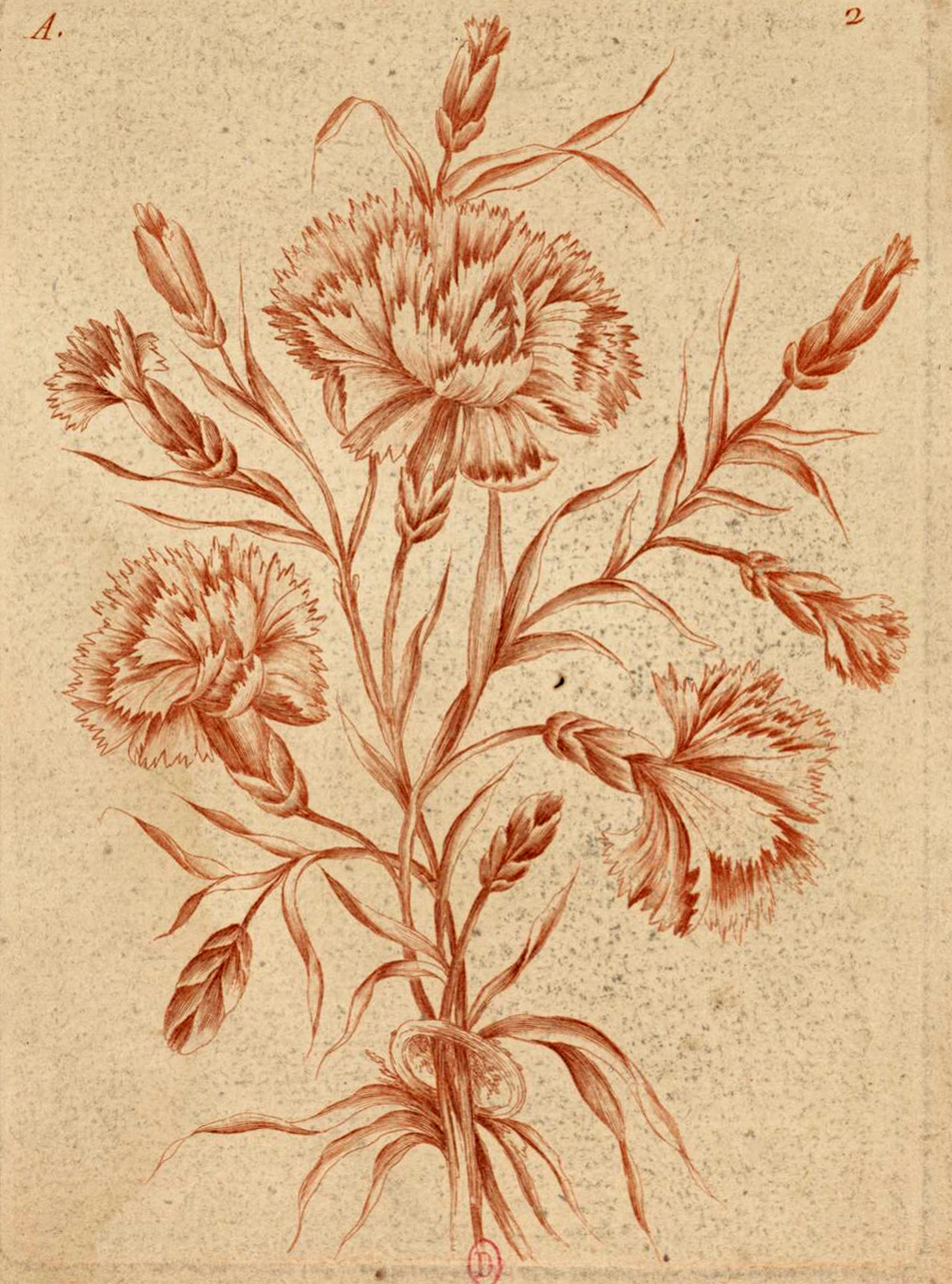
Œillets
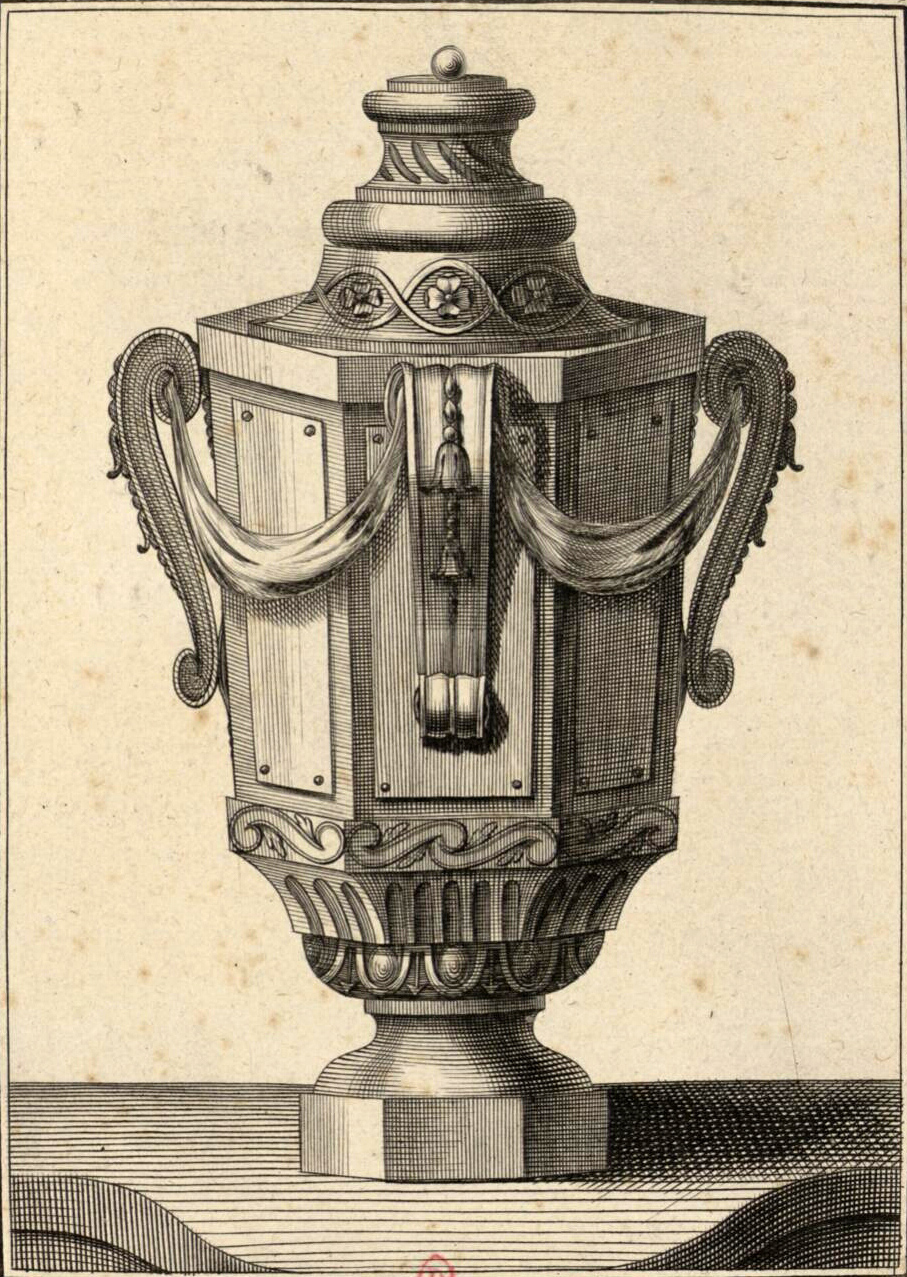
Vase d'ornement
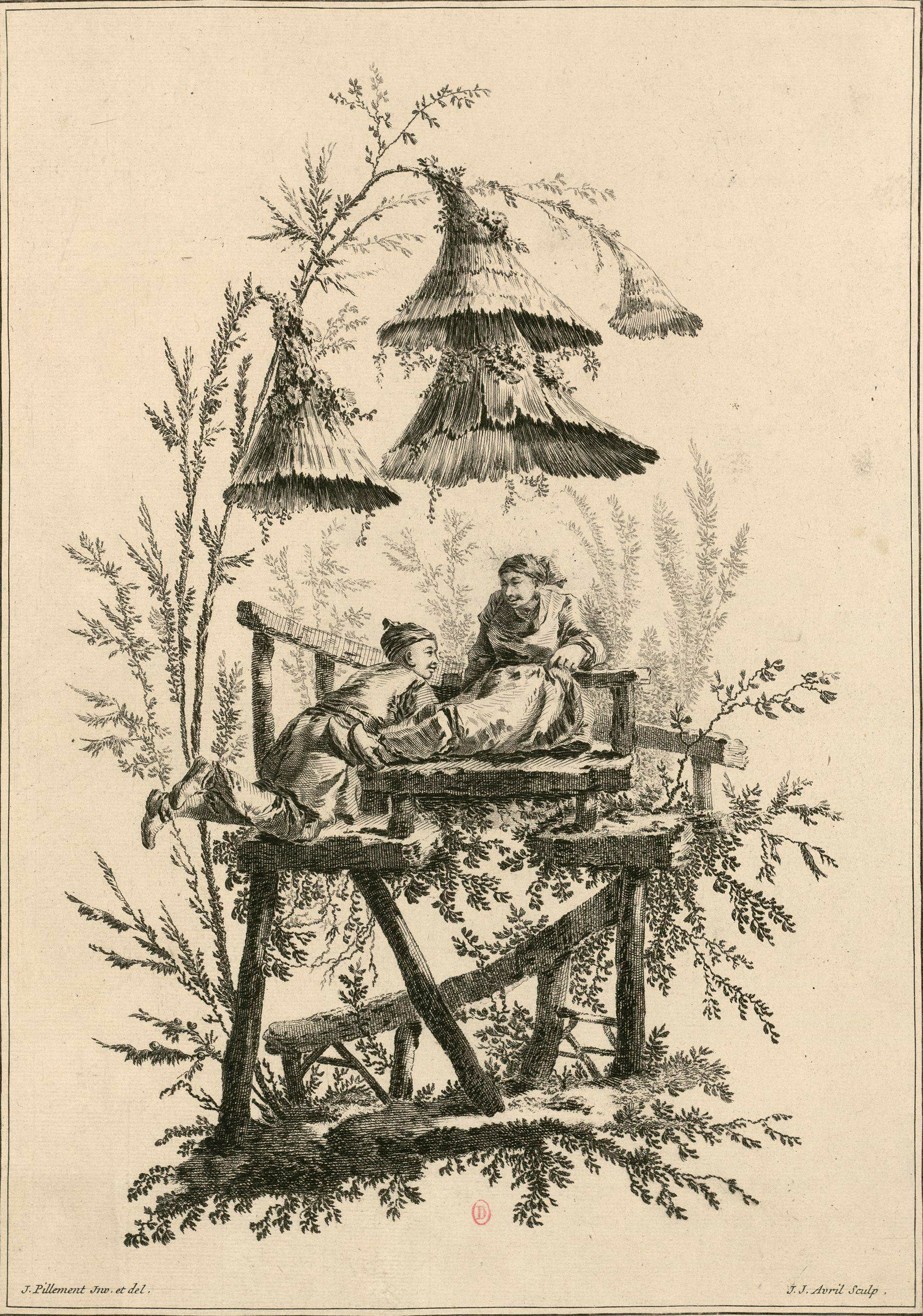
Parasol chinois
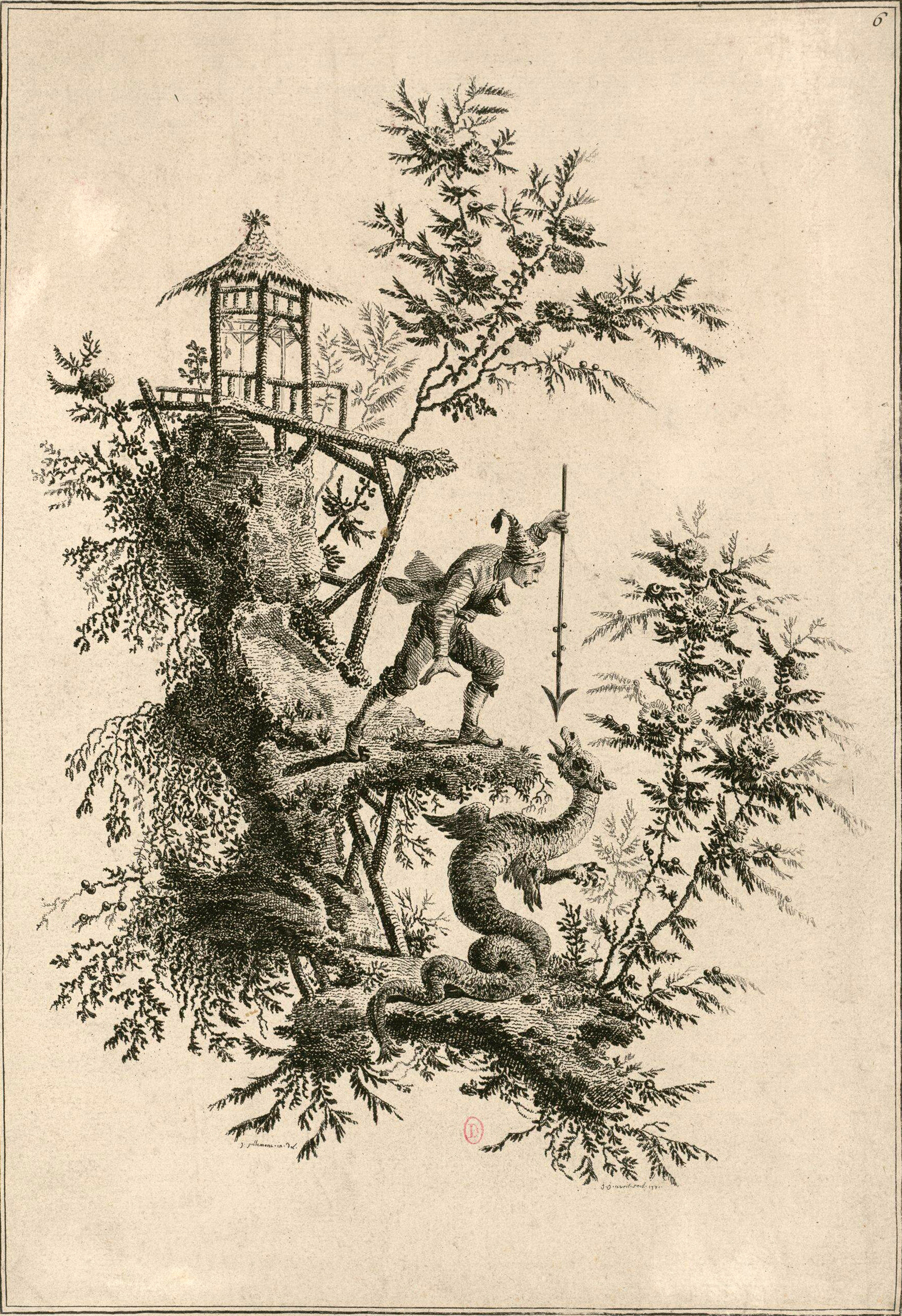
Chasseur chinois